# Perditorulus concavus
Perditorulus concavus är en stekelart som beskrevs av Christer Hansson 2004. Perditorulus concavus ingår i släktet Perditorulus och familjen finglanssteklar.
Artens utbredningsområde är:
- Costa Rica.
- Guatemala.
- Panama.

Inga underarter finns listade i Catalogue of Life.